# Vickers A1E1 Independent
Vickers A1E1 Independent (в переводе с англ. — «Независимый») — опытный британский пятибашенный тяжёлый танк 1920-х годов. Машина была создана фирмой «Виккерс» в 1926 году с оглядкой на опыт французского тяжёлого танка  char 2c, но благодаря более рациональной компоновке избежала ряда недостатков последнего. Вооружение располагалось в пяти башнях. Размещение всех пулемётов в четырёх однотипных башенках, сгруппированных вокруг главной башни кругового обстрела с 47-мм пушкой, значительно увеличивало гибкость огня и позволяло нацелить на один объект как минимум два пулемёта и орудие. Традиционно распространено мнение, что Independent оказал существенное влияние на создание советского тяжёлого танка Т-35, однако в архивных документах нет данных о том, что советская комиссия под руководством С. А. Гинзбурга во время своего пребывания в Англии интересовалась этой машиной. Не исключено, что советские конструкторы пришли к пятибашенной схеме самостоятельно, независимо от их английских коллег. Так или иначе, A1E1 Independent не был принят на вооружение и не пошёл в серию, что сохраняет за Т-35 лавры единственного в мире серийного пятибашенного танка.
Несмотря на постройку в единственном экземпляре, А1 привлёк к себе заметное внимание, когда в 1926 году блеснул на масштабном показе бронетехники для британского правительства. Вслед за А1 настал черёд разработки нового танка — Vickers Medium Mark III.